# 平乐镇 (陆川县)
平乐镇，是中华人民共和国广西壮族自治区玉林市陆川县下辖的一个乡镇级行政单位。

## 行政区划
平乐镇下辖以下地区：
平乐村、六凤村、新兴村、石村、三安村、桥头村和长旺村。